# Цанки (Кротоне)
Цанки је насеље у Италији у округу Кротоне, региону Калабрија.
Према процени из 2011. у насељу је живело 27 становника. Насеље се налази на надморској висини од 565 м.